# پیتر وایبل
پیتر وایبل (آلمانی: Peter Weibel؛ زادهٔ ۵ مارس ۱۹۴۴) هنرمند، بازیگر و نمایشگاه‌گردان اهل اتریش است.
از فیلم‌ها یا برنامه‌های تلویزیونی که وی در آن نقش داشته‌است می‌توان به دشمنان ناپیدا اشاره کرد.